# アリソン・アウヴェス・ファリアス
アリソン・ファリアス（Alisson Farias）ことアリソン・アウヴェス・ファリアス（ポルトガル語: Alisson Alves Farias、1996年4月7日 - ）は、ブラジルのサッカー選手。ポジションはFW。

## クラブ歴
アトレチコ・パラナエンセとSCインテルナシオナルの下部組織に在籍。インテルナシオナルでトップチームに昇格した。2016年にポルトガル・プリメイラ・リーガのGDエストリル・プライアに期限付き移籍すると、その後もクリシューマEC、GEブラジウに期限付き移籍した。

## 代表歴
2013 南米U-17選手権の際にU-17代表に招集された。

## タイトル
インテルナシオナル
- カンピオナート・ガウショ: 2015, 2016